# Whiplash
Whiplash este un film american independent de dramă din 2014 dramă regizat de Damien Chazelle. Personajele principale sunt interpretate de Miles Teller și J. K. Simmons, primul jucând un toboșar ambițios care trebuie să facă față metodelor extreme de predare ale profesorului. Filmul a fost lansat publicului larg în SUA și Canada pe data de 10 octombrie 2014. A avut încasări de 49 milioane dolari, și un buget de producție de 3,3 milioane de dolari.
Whiplash a rulat pentru prima dată la Festivalul de Film de la Sundance 2014 pe data 16 ianuarie 2014, în deschiderea festivalului. Sony Pictures Worldwide a achiziționat drepturile de distribuție internaționale. La cea de a 87-a ediție a Premiilor Oscar, Whiplash a câștigat la categoriile cel mai bun montaj, cel mai bun mixaj de sunet, cel mai bun actor într-un rol secundar pentru Simmons, și a mai fost nominalizat la categoriile cel mai bun scenariu adaptat și cel mai bun film.

## Distribuție
- Miles Teller - Andrew Neyman
- J.K. Simmons - Terence Fletcher
- Melissa Benoist - Nicole
- Austin Stowell - Ryan
- Jayson Blair - Travis
- Kavita Patil - Sophie
- Michael Cohen - Stagehand Dunellen
- Kofi Siriboe - Greg
- Paul Reiser - tatăl lui Andrew

## Legături externe
- Whiplash la Internet Movie Database
- Whiplash la Rotten Tomatoes
- Whiplash la Metacritic
- Whiplash la Box Office Mojo